# كاستلانيا
كاستلانيا (بالإيطالية: Castellania)‏ هي بلدية في مقاطعة ألساندريا في إقليم بييمونتي في إيطاليا.

## السكان
في سنة 1861 بلغ عدد السكان 471 نسمة، وتطور العدد ليصل في سنة 2011 لـ 91 نسمة.
يظهر هذا المخطط البياني تطور النمو السكاني لـ كاستلانيا

## أعلام
- فاوسطو كوبي